# Plasma quark-gluon
Plasma quark-gluon (PQG) sau Supa Quark este o fază a cromodinamicii cuantice care există la temperaturi extrem de ridicate și/sau densitate. Această plasmă este formată din quarkuri și gluoni. Gluonii sunt particulele elementare care leagă laolaltă quarcurile prin intermediul forței tari. Unul din cele șase detectoare Large Hadron Collider, ALICE, studiază această stare de agregare a materiei numită plasmă quark-gluon, care a existat la scurt timp după Big Bang.
La Large Hadron Collider, plasma quark-gluon a fost obținută în 2010 prin ciocnirea de nuclee de plumb la viteze relativiste (cca. 95% din viteza luminii). A fost obținută și la Relativistic Heavy Ion Collider (RHIC) din New York în aprilie 2005. Plasma quark-gluon se comportă ca un lichid perfect, cu frecare aproape zero.